# Patinatge de velocitat als Jocs Olímpics d'hivern de 1936
Als Jocs Olímpics d'Hivern de 1936 celebrats a la ciutat de Garmisch-Partenkirchen (Alemanya) es disputaren quatre proves de patinatge de velocitat sobre gel, totes elles en categoria masculina. Les proves es realitzaren entre els dies 11 i 14 de febrer de 1936 a l'Olympia Skistadion.

## Comitès participants
Hi participaren un total de 52 patinadors de 16 comitès nacionals diferents, dels quals 17 participaren en les quatre proves.
| - Alemanya (2) - Austràlia (1) - Àustria (8) - Bèlgica (2) - Canadà (1) - Estats Units (5) - Estònia (1) - Finlàndia (5) |  | - Hongria (1) - Japó (7) - Letònia (3) - Països Baixos (5) - Noruega (7) - Polònia (1) - Suècia (1) - Txecoslovàquia (2) |

## Resum de medalles
| Prova             | Or                | Argent          | Bronze          |
| 500 m. detalls    | Ivar Ballangrud   | Georg Krog      | Leo Freisinger  |
| 1.500 m. detalls  | Charles Mathiesen | Ivar Ballangrud | Birger Wasenius |
| 5.000 m. detalls  | Ivar Ballangrud   | Birger Wasenius | Antero Ojala    |
| 10.000 m. detalls | Ivar Ballangrud   | Birger Wasenius | Max Stiepl      |

## Medaller
| Posició | País         | Or | Argent | Bronze | Total |
| 1       | Noruega      | 4  | 2      | 0      | 6     |
| 2       | Finlàndia    | 0  | 2      | 2      | 4     |
| 3       | Àustria      | 0  | 0      | 1      | 1     |
| 3       | Estats Units | 0  | 0      | 1      | 1     |
|         |              |    |        |        |       |
| Total   | Total        | 4  | 4      | 4      | 12    |